# 't Is zo goed in Vlaanderen
't Is zo goed in Vlaanderen is een Nederlandstalig liedje dat uitgevoerd is door onder andere de Belgische artiesten Marva (1974) en Will Tura (1977). De tekst is van de hand van Nelly Byl en de muziek van Jacques Kluger.
Het nummer verscheen op het album Marva uit 1974 en het album Vlaanderen m'n land uit 1977.

## Meewerkende artiesten
- Jean Kluger (producer)